# Paolo Galletti
Paolo Galletti (* 7. März 1937 in Florenz; † 25. April 2015 in Tavarnelle Val di Pesa) war ein italienischer Schwimmer. Er gewann bei Schwimmeuropameisterschaften je eine Silber- und Bronzemedaille.

## Karriere
Paolo Galletti schwamm für Rari Nantes Florentia.
1955 bei den Mittelmeerspielen in Barcelona belegte Paolo Galletti den sechsten Platz über 1500 Meter Freistil. Im Dezember 1956 bei den Olympischen Spielen in Melbourne schwamm die italienische 4-mal-200-Meter-Freistilstaffel mit Fritz Dennerlein, Paolo Galletti, Guido Elmi und Angelo Romani ins Finale und wurde Siebte.
1958 bei den Europameisterschaften in Budapest siegte die 4-mal-200-Meter-Freistilstaffel aus der Sowjetunion vor den Italienern und den Ungarn. Die italienische Staffel bildeten Fritz Dennerlein, Paolo Galletti, Angelo Romani und Paolo Pucci. Über 400 Meter Freistil erhielt Galletti die Bronzemedaille hinter dem Briten Ian Black und Boris Nikitin aus der Sowjetunion. Über 1500 Meter Freistil belegte Galletti in Budapest den fünften Rang.
Bei den Olympischen Spielen 1960 in Rom trat Galletti dreimal an. Zunächst belegte er den 17. Platz in den Vorläufen über 400 Meter Freistil. Die 4-mal-200-Meter-Freistilstaffel mit Fritz Dennerlein, Bruno Bianchi, Angelo Romani und Paolo Galletti schied mit der elftbesten Zeit der Vorläufe aus. Schließlich wurde er 28. unter 30 Teilnehmern im 1500-Meter-Freistilschwimmen.
Insgesamt erschwamm Paolo Galletti 11 italienische Meistertitel und stellte auf fünf verschiedenen Strecken italienische Landesrekorde auf.